# Разия, Луис
Луис Тадеу Разия Фильо (порт. Luiz Tadeu Razia Filho, род. 4 апреля 1989 года в Баррейрасе) — бразильский автогонщик.

## Карьера

### Ранняя карьера
Разия начал свою карьеру в сериях с открытыми колёсами в 2005 с чемпионата Южноамериканской Формулы-3. Гоняясь за команду Dragão Motorsport, Разия завершил сезон на шестом месте с шестью подиумами, включая две победы. Также он принимал участие в Бразильской Формуле-Рено 2.0, финишировав на десятой позиции чемпионата.
В 2006 Разия остался в Южноамериканской Формуле-3, одиннадцать подиумов, включая семь побед и в итог он стал чемпионом, опередив Марио Мораеса и Диего Нуньеса. Также он принял участие в трёх гонках серии Международные мастера Формулы-3000 за команду Charouz Racing, он выиграл все три гонки и завершил сезон на восьмой позиции чемпионата. Также он стал тест-пилотом команды Бразилии в сезоне 2006-07 А1 Гран-при.

### Евросерия 3000
На следующий год бразилец отправился в Европу для участия в Евросерии 3000. Он начал сезон с командой Fisichella Motor Sport, но сменил её на ELK Motorsport в связи с уходом Алкса Даниэльссона. За сезон он четыре раза поднялся на подиумный пьедестал и завершил сезон на третьем месте в зачёте Евросерии и на четвёртом итальянского чемпионата, который проходил в рамках основной серии. Разия также выступил в четырёх гонках Мировой серии Рено, когда он заменил Рикардо Ризатти в GD Racing.
В 2008 он остался в Евросерии 3000 с ELK Motorsport, в качестве партнёра француза Николя Проста, сына четырёхкратного чемпиона Формулы-1 Ален Прост. В Итальянской Формуле-3000 он снова завершил сезон на четвёртой позиции, заработав три подиума, включая свою первую победу в Мизано.

### GP2
К концу 2006 Разия провёл тесты болида GP2 на трассе Херес для команды Racing Engineering и в сентябре 2008 он снова провёл тесты на Поль Рикаре в Южной Франции. 2 октября 2008 года было подтверждено что Разия будет участвовать за команду Trust Team Arden в сезоне 2008-09 GP2 Asia. Он заработал свои первые очки на ночной гонке на трассе Лусаил в Катаре, приехав восьмым в основной гонке и шестым в спринте. В заключительной гонке сезона в Бахрейне, Луис одержал свою первую победу, стартовав первым – благодаря реверсивной системе старта, поскольку он финишировал восьмым в предыдущей гонки.
Он подписал контракт с командой Fisichella Motor Sport на выступление в основной серии GP2 в 2009.

## Результаты выступлений

### Гоночная карьера
| Год     | Серия                             | Команда                                | Гонки | Победы | Поулы | БК | Подиумы | Очки | Место |
| ------- | --------------------------------- | -------------------------------------- | ----- | ------ | ----- | -- | ------- | ---- | ----- |
| 2005    | Южноамериканская Формула-3        | Dragão Motorsport                      | 18    | 2      | 2     | 4  | 6       | 52   | 6     |
| 2005    | Бразильская Формула-Рено 2.0      | Dragão Motorsport                      | 13    | 0      | 0     | 0  | 0       | 68   | 10    |
| 2006    | Южноамериканская Формула-3        | Dragão Motorsport                      | 16    | 7      | 6     | 7  | 11      | 99   | 1     |
| 2006    | Международные мастера Формулы-300 | Charouz Racing                         | 3     | 3      | 0     | -  | 3       | 30   | 8     |
| 2007    | Евросерия 3000                    | Fisichella Motor Sport, ELK Motorsport | 16    | 0      | 1     | 1  | 4       | 57   | 3     |
| 2007    | Итальянская Формула-3000          | Fisichella Motor Sport ELK Motorsport  | 8     | 0      | 0     | 0  | 2       | 26   | 4     |
| 2007    | Мировая серия Рено                | GD Racing                              | 4     | 0      | 0     | 0  | 0       | 0    | НКЛ   |
| 2008    | Евросерия 3000                    | ELK Motorsport                         | 13    | 2      | 1     | 1  | 5       | 52   | 4     |
| 2008    | Итальянская Формула-3000          | ELK Motorsport                         | 8     | 1      | 0     | 1  | 3       | 32   | 4     |
| 2008-09 | GP2 Asia                          | Trust Team Arden                       | 11    | 1      | 0     | 0  | 0       | 9    | 13    |
| 2009    | GP2                               | Fisichella Motor Sport Scuderia Coloni | 18    | 1      | 0     | 1  | 1       | 8    | 19    |

### Результаты выступлений в серии GP2
| Легенда к таблице |                                                                    |
| --- | ------------------------------------------------------------------ |
| В таблице перечислены результаты всех гонок, в которых принимал участие гонщик. Строками таблицы являются сезоны, столбцами — этапы соревнований. В каждой клетке указаны сокращённое название этапа и результат, дополнительно обозначенный цветом. Расшифровка обозначений и цветов представлена в нижеследующей таблице. |                                                                    |
| \| Пример \| Описание \| \| ------------ \| ------------------------------------------------------------------ \| \| 1 \| Победитель \| \| 2 \| Второе место \| \| 3 \| Третье место \| \| 5 \| Финишировал, заработав очки \| \| Сход \| Не финишировал, но при этом заработал очки \| \| 12 \| Финишировал, не получив очков \| \| НКЛ \| Финишировал, но не попал в финальную классификацию \| \| 15 \| Участвовал вне зачёта, либо по отдельной классификации \| \| 18 \| Не финишировал, но попал в финальную классификацию \| \| Сход \| Не финишировал \| \| НКВ \| Не прошёл квалификацию \| \| НПКВ \| Не прошёл предквалификацию \| \| ДСК \| Дисквалифицирован \| \| ИСК \| Исключён из протокола соревнований \| \| ТТ \| Заявлен для участия только в тренировках \| \| НС \| Участвовал в квалификации, но не стартовал в гонке \| \| Т \| Травмирован или болен \| \| ОТК \| Отказ от участия \| \| НТР \| Прибыл на соревнования, но на трассу не выезжал \| \| НПР \| Был заявлен в числе участников, но не прибыл к началу соревнований \| \| О \| Соревнования отменены \| \| \| Не участвовал \| \| Поул-позиция \| \| \| Быстрый круг \| \| |                                                                    |
| Пример | Описание                                                           |
| 1 | Победитель                                                         |
| 2 | Второе место                                                       |
| 3 | Третье место                                                       |
| 5 | Финишировал, заработав очки                                        |
| Сход | Не финишировал, но при этом заработал очки                         |
| 12 | Финишировал, не получив очков                                      |
| НКЛ | Финишировал, но не попал в финальную классификацию                 |
| 15 | Участвовал вне зачёта, либо по отдельной классификации             |
| 18 | Не финишировал, но попал в финальную классификацию                 |
| Сход | Не финишировал                                                     |
| НКВ | Не прошёл квалификацию                                             |
| НПКВ | Не прошёл предквалификацию                                         |
| ДСК | Дисквалифицирован                                                  |
| ИСК | Исключён из протокола соревнований                                 |
| ТТ | Заявлен для участия только в тренировках                           |
| НС | Участвовал в квалификации, но не стартовал в гонке                 |
| Т | Травмирован или болен                                              |
| ОТК | Отказ от участия                                                   |
| НТР | Прибыл на соревнования, но на трассу не выезжал                    |
| НПР | Был заявлен в числе участников, но не прибыл к началу соревнований |
| О | Соревнования отменены                                              |
| | Не участвовал                                                      |
| Поул-позиция |                                                                    |
| Быстрый круг |                                                                    |

| Год  | Команда                | 1        | 2        | 3        | 4        | 5          | 6        | 7        | 8          | 9          | 10       | 11         | 12         | 13    | 14    | 15    | 16    | 17    | 18    | 19    | 20    | ЛЗ | Очки |
| ---- | ---------------------- | -------- | -------- | -------- | -------- | ---------- | -------- | -------- | ---------- | ---------- | -------- | ---------- | ---------- | ----- | ----- | ----- | ----- | ----- | ----- | ----- | ----- | -- | ---- |
| 2009 | Fisichella Motor Sport | ИСП 1 16 | ИСП 2 12 | МОН 1 13 | МОН 2 10 | ТУЦ 1 Сход | ТУЦ 2 20 | ВЕЛ 1 20 | ВЕЛ 2 Сход | ГЕР 1 Сход | ГЕР 2 14 | ВЕН 1 Сход | ВЕН 2 Сход | ЕВР 1 | ЕВР 2 | БЕЛ 1 | БЕЛ 2 | ИТА 1 | ИТА 2 | АЛГ 1 | АЛГ 2 | 23 | 0    |

#### Результаты выступлений в GP2 Asia
| Легенда к таблице |                                                                    |
| --- | ------------------------------------------------------------------ |
| В таблице перечислены результаты всех гонок, в которых принимал участие гонщик. Строками таблицы являются сезоны, столбцами — этапы соревнований. В каждой клетке указаны сокращённое название этапа и результат, дополнительно обозначенный цветом. Расшифровка обозначений и цветов представлена в нижеследующей таблице. |                                                                    |
| \| Пример \| Описание \| \| ------------ \| ------------------------------------------------------------------ \| \| 1 \| Победитель \| \| 2 \| Второе место \| \| 3 \| Третье место \| \| 5 \| Финишировал, заработав очки \| \| Сход \| Не финишировал, но при этом заработал очки \| \| 12 \| Финишировал, не получив очков \| \| НКЛ \| Финишировал, но не попал в финальную классификацию \| \| 15 \| Участвовал вне зачёта, либо по отдельной классификации \| \| 18 \| Не финишировал, но попал в финальную классификацию \| \| Сход \| Не финишировал \| \| НКВ \| Не прошёл квалификацию \| \| НПКВ \| Не прошёл предквалификацию \| \| ДСК \| Дисквалифицирован \| \| ИСК \| Исключён из протокола соревнований \| \| ТТ \| Заявлен для участия только в тренировках \| \| НС \| Участвовал в квалификации, но не стартовал в гонке \| \| Т \| Травмирован или болен \| \| ОТК \| Отказ от участия \| \| НТР \| Прибыл на соревнования, но на трассу не выезжал \| \| НПР \| Был заявлен в числе участников, но не прибыл к началу соревнований \| \| О \| Соревнования отменены \| \| \| Не участвовал \| \| Поул-позиция \| \| \| Быстрый круг \| \| |                                                                    |
| Пример | Описание                                                           |
| 1 | Победитель                                                         |
| 2 | Второе место                                                       |
| 3 | Третье место                                                       |
| 5 | Финишировал, заработав очки                                        |
| Сход | Не финишировал, но при этом заработал очки                         |
| 12 | Финишировал, не получив очков                                      |
| НКЛ | Финишировал, но не попал в финальную классификацию                 |
| 15 | Участвовал вне зачёта, либо по отдельной классификации             |
| 18 | Не финишировал, но попал в финальную классификацию                 |
| Сход | Не финишировал                                                     |
| НКВ | Не прошёл квалификацию                                             |
| НПКВ | Не прошёл предквалификацию                                         |
| ДСК | Дисквалифицирован                                                  |
| ИСК | Исключён из протокола соревнований                                 |
| ТТ | Заявлен для участия только в тренировках                           |
| НС | Участвовал в квалификации, но не стартовал в гонке                 |
| Т | Травмирован или болен                                              |
| ОТК | Отказ от участия                                                   |
| НТР | Прибыл на соревнования, но на трассу не выезжал                    |
| НПР | Был заявлен в числе участников, но не прибыл к началу соревнований |
| О | Соревнования отменены                                              |
| | Не участвовал                                                      |
| Поул-позиция |                                                                    |
| Быстрый круг |                                                                    |

| Год     | Команда          | 1          | 2        | 3        | 4       | 5        | 6       | 7       | 8       | 9          | 10         | 11      | 12      | Место | Очки |
| ------- | ---------------- | ---------- | -------- | -------- | ------- | -------- | ------- | ------- | ------- | ---------- | ---------- | ------- | ------- | ----- | ---- |
| 2008-09 | Trust Team Arden | КИТ 1 Сход | КИТ 2 17 | ОАЭ 1 10 | ОАЭ 2 О | БАХ 1 14 | БАХ 2 9 | КАТ 1 8 | КАТ 2 6 | МАЗ 1 Сход | МАЗ 2 Сход | БАХ 1 8 | БАХ 2 1 | 13    | 9    |